# نیوویل (آلاباما)
نیوویل (به انگلیسی: Newville) شهری در شهرستان هنری ایالت آلاباما است که مساحت آن ۱۰٫۴۱ کیلومتر مربع است و در سرشماری سال ۲۰۱۰ میلادی، ۵۳۹ نفر جمعیت داشته و تراکم جمعیتی آن، ۵۱٫۷۸ نفر در هر کیلومتر مربع بوده است.